# 劉健內閣
劉健內閣成立於弘治十一年七月二十九日（1498年8月16日），結束於正德元年十月十三日（1506年10月28日）。是明孝宗統治下的最後一個內閣，亦是明武宗統治下的第一個內閣，由時任少傅、太子太傅、戶部尚書兼謹身殿大學士劉健組閣。
劉健內閣任內，積極協助孝宗整飭吏治，舉國海晏河清。劉健善斷，謝遷善持論，而李東陽性溫而多智謀，時人有「李公謀、劉公斷、謝公尤侃侃」之贊。弘治十八年五月八日，孝宗駕崩，皇太子朱厚照即位為武宗，劉、謝、李三人以顧命大臣身分持續輔佐武宗。
正德元年十月，戶部尚書韓文對當權的太監劉瑾黨羽（八虎）提出彈劾，劉健內閣附議，卻遭武宗駁回，八虎官位不降反升。當月十三日，劉健、謝遷請辭獲准；同日由次輔李東陽繼任內閣首輔。

## 內閣成員
以下閣員全部自徐溥內閣續任:
| 職位       | 姓名   | 備注                                                   |
| ---------- | ------ | ------------------------------------------------------ |
| 首輔       | 劉健   | 本為謹身殿大學士，弘治十六年（1503年）晉升華蓋殿大學士 |
| 次輔       | 李東陽 | 本為文淵閣大學士，弘治十六年（1503年）晉升謹身殿大學士 |
| 東閣大學士 | 謝遷   | 弘治十六年晉升武英殿大學士                             |